# 227 (číslo)
Dvě stě dvacet sedm je přirozené číslo, které následuje po čísle dvě stě dvacet šest a předchází číslu dvě stě dvacet osm. Římskými číslicemi se zapisuje CCXXVII  a řeckými číslicemi σκζ.

## Matematika
227 je:
- Prvočíslo, tvoří prvočíselnou dvojici s číslem 229
- Nešťastné číslo
- Nepříznivé číslo
- Polovina tohoto čísla zaokrouhlená na jednotky dolů je 113, což je prvočíslo Sophie Germainové

## Chemie
- 227 je nukleonové číslo nejstabilnějšího izotopu aktinia[1]

## Astronomie
- (227) Philosophia je planetka hlavního pásu, kterou objevil v roce 1882 Paul-Pierre Henry

## Doprava
- Silnice II/227 je česká silnice II. třídy vedoucí na trase Žatec – Svojetín – Kněževes – Rakovník – Křivoklát[2]

## Komunikace
- +227 je mezinárodní telefonní předvolba Nigeru

## Roky
- 227
- 227 př. n. l.